# Ramon Machado de Macedo
Ramon Machado de Macedo oder kurz Ramon (* 4. April 1991 in Carbonita) ist ein brasilianischer Fußballspieler.

## Karriere
Ramon Machado de Macedo wechselte im März 2012 aus seiner brasilianischen Heimat von Paraná Clube in die U-23 von Jahn Regensburg. Dort machte er von Anfang an mit seinen Stürmerqualitäten auf sich aufmerksam, er erzielte in neun Spielen in der Landesliga Mitte (6. Liga) acht Tore. Machado De Macedo stand deswegen bereits vor dem Sprung in den Kader der ersten Mannschaft, die in der Saison 2011/12 in der 3. Liga spielte und sensationell aufstieg, jedoch machte die fehlende Spielgenehmigung dem jungen Brasilianer einen Strich durch die Rechnung. Im Juli 2012 unterschrieb er einen Profivertrag und gehörte ab der Saison 2012/13 zum Kader der Zweitligamannschaft.
Am 4. August 2012, dem 1. Spieltag der Saison 2012/13, kam Ramon zu seinem Debüt im Profifußball, als er im Auswärtsspiel gegen den TSV 1860 München (0:1) in der 75. Minute für Denis-Danso Weidlich eingewechselt wurde. Am 13. Spieltag der gleichen Saison erzielte er im Auswärtsspiel gegen den FC Ingolstadt 04 in der 17. Minute sein erstes Tor im Profifußball.
Nach anderthalb Saisons wechselte Ramon wieder zurück in seine Heimat Brasilien und spielte die folgenden Jahre für CE Bento Gonçalves, CE Lajeadense, den FC Santa Cruz, Boa EC, Grêmio Esportivo Brasil, EC Juventude, Ituano FC, Paraná Clube, EC Santo André und den Botafogo FC. Von 2021 bis 2023 war er für die aserbaidschanischen Erstligisten Neftçi Baku sowie FK Qəbələ aktiv und gewann mit letzterem auch den nationalen Pokal. Am 1. Juli 2023 ging der Stürmer nach Malaysia, wo er einen Vertrag beim Erstligisten Sabah FC unterschrieb.

## Erfolge
- Copa Federação Gaúcha: 2014, 2015
- Aserbaidschanischer Pokalsieger: 2023